# Метод обратной задачи рассеяния
Ме́тод обра́тной зада́чи рассе́яния — аналитический метод решения задачи Коши для нелинейных эволюционных уравнений. Основан на связи нелинейного уравнения с данными рассеяния семейства вспомогательных линейных дифференциальных операторов, дающей возможность по эволюции данных рассеяния восстановить эволюцию решения нелинейного уравнения.
Метод представляет собой аналог метода Фурье решения линейных дифференциальных уравнений в частных производных. Роль преобразования Фурье при этом играет отображение коэффициентных функций линейного дифференциального оператора в совокупность данных рассеяния. При применении метода необходимо решать обратную задачу рассеяния, которая состоит в восстановлении линейного дифференциального оператора по его данным рассеяния.
В основе метода лежит представление исследуемого нелинейного уравнения в виде условия совместности системы линейных уравнений, называемое представлением Лакса.
Для интегрируемых методом обратной задачи уравнений характерно существование специальных точных решений — солитонов («уединённых волн»).

## История

Взаимодействие солитонов: двухсолитонное решение уравнения Кортевега — де Фриза

Метод обратной задачи рассеяния берет начало в 1967 году в работе К. С. Гарднера, Дж. М. Грина, М. Д. Крускала и Р. М. Миуры, применивших его к уравнению Кортевега — де Фриза (КдФ). Это уравнение было выведено в конце XIX века для описания волн на мелкой воде. Тогда же были получены некоторые его точные решения — солитоны. Интерес к солитонам возобновился в связи с исследованиями по физике плазмы в 60-х годах XX века. В 1965 году М. Д. Крускал и Н. Забужский обнаружили путём численного моделирования, что солитоны уравнения Кортевега — де Фриза сталкиваются упруго (эффект, совершенно не характерный для линейных волн). Этот результат дал толчок к новым аналитическим исследованиям, которые в результате привели к возникновению метода обратной задачи.
Дальнейшее развитие метод получил в работе П. Лакса, который вскрыл лежащий в основе алгебраический механизм. Позднее К. С. Гарднер, В. Е. Захаров и Л. Д. Фаддеев построили теорию уравнения Кортевега — де Фриза как гамильтоновой системы.
В 1971 году В. Е. Захаров и А. Б. Шабат применили метод обратной задачи к другому важному для физики уравнению — нелинейному уравнению Шрёдингера. Вскоре М. Вадати, используя идеи прямой и обратной задачи рассеяния, предложил решение модифицированного уравнения Кортевега — де Фриза (мКдФ), а М. Абловиц, Д. Кауп, А. Ньюэлл и Х. Сигур проделали то же самое для уравнения синус-Гордона. Затем М. Абловиц, Д. Кауп, А. Ньюэлл и Х. Сигур предложили схему, позволяющую по заданной задаче рассеяния построить иерархию нелинейных эволюционных уравнений, решаемых методом обратной задачи.
В дальнейшем при помощи метода обратной задачи рассеяния было построено решение для разностного аналога уравнения Кортевега — де Фриза — цепочки Тоды, изучены периодические и почти периодические решения уравнения Кортевега — де Фриза (до этого речь шла о решениях, быстро убывающих на бесконечности), получены решения других нелинейных уравнений.

## Описание метода на примере уравнения Кортевега — де Фриза

### Связь с оператором Штурма — Лиувилля
Уравнение Кортевега — де Фриза
{\displaystyle u_{t}-6uu_{x}+u_{xxx}=0}
является условием совместности переопределённой системы линейных уравнений:
{\displaystyle {\begin{cases}(L-k^{2})\psi =0,\\\psi _{t}+A\psi =0,\end{cases}}}
где
{\displaystyle L=-{\frac {d^{2}}{dx^{2}}}+u(x,t)}
— оператор Штурма — Лиувилля,
{\displaystyle A=4{\frac {d^{3}}{dx^{3}}}-3\left(u{\frac {d}{dx}}+{\frac {d}{dx}}u\right),}
и эквивалентно следующему операторному соотношению, называемому представлением Лакса:
{\displaystyle L_{t}=[L,A]=LA-AL.}

### Прямая задача рассеяния
Спектр оператора Штурма — Лиувилля (оператора Шрёдингера)
{\displaystyle L=-{\frac {d^{2}}{dx^{2}}}+u(x),\quad -\infty <x<\infty }
с потенциалом {\displaystyle u(x)}, достаточно быстро убывающим при {\displaystyle x\to \pm \infty }, состоит из двух компонент: непрерывной, включающей положительную полуось {\displaystyle k^{2}>0}, и конечного числа отрицательных дискретных собственных значений {\displaystyle -p_{n}^{2},\,n=1,2,\dots ,N}.
Для характеристики непрерывной части спектра вводится решение уравнения {\displaystyle L\psi =k^{2}\psi }, определяемое асимптотическими граничными условиями
{\displaystyle \psi (x,k)\sim T(k)e^{-ikx},\quad x\to -\infty ,}
{\displaystyle \psi (x,k)\sim e^{-ikx}+R(k)e^{ikx},\quad x\to +\infty .}
Данные условия однозначно определяют решение {\displaystyle \psi (x,k)}, а также коэффициенты прохождения {\displaystyle T(k)} и отражения {\displaystyle R(k)}. Собственным значениям {\displaystyle -p_{n}^{2}} отвечают собственные функции {\displaystyle f_{n}(x)} и нормировочные константы
{\displaystyle \rho _{n}=\left[\int \limits _{-\infty }^{\infty }f_{n}^{2}(x)\,dx\right]^{-1}.}
Данными рассеяния оператора {\displaystyle L} называется набор величин:
{\displaystyle J=\left\{R(k),\,-\infty <k<+\infty ;\,p_{n},\rho _{n},\,n=1,2,\dots ,N\right\}.}
Прямая задача рассеяния заключается в определении данных рассеяния по заданному потенциалу {\displaystyle u}.

### Обратная задача рассеяния
Обратная задача рассеяния состоит в восстановлении оператора {\displaystyle L} (а именно, его потенциала {\displaystyle u}) по данным рассеяния. Один из основных методов решения обратной задачи рассеяния основан на уравнении Гельфанда — Левитана — Марченко:
{\displaystyle K(x,y)+M(x+y)+\int \limits _{x}^{\infty }K(x,z)M(z+y)\,dz=0,\quad y>x.}
Это интегральное уравнение Фредгольма второго рода относительно функции {\displaystyle K(x,y)} (при каждом фиксированном {\displaystyle x}). Оно связывает функцию {\displaystyle M(x)}, которая строится по данным рассеяния:
{\displaystyle M(x)={\frac {1}{2\pi }}\int \limits _{-\infty }^{\infty }R(k)e^{ikx}\,dk+\sum _{n=1}^{N}\rho _{n}e^{-p_{n}x}}
с функцией {\displaystyle K(x,y)}, по которой можно найти потенциал:
{\displaystyle u(x)=-2{\frac {d}{dx}}K(x,x).}

### Эволюция данных рассеяния
Если функция {\displaystyle u(x,t)} меняется во времени как решение уравнения Кортевега — де Фриза, то эволюция данных рассеяния во времени имеет вид
{\displaystyle R(k,t)=R(k,0)e^{8ik^{3}t},\quad p_{n}(t)=p_{n}(0),\quad \rho _{n}(t)=\rho _{n}(0)e^{8p_{n}^{3}t}.}
Верно и обратное.

### Схема метода

Схема метода обратной задачи рассеяния: по начальному условию u(x, 0) находятся данные рассеяния J(0), по ним строятся данные рассеяния J(t), затем решается обратная задача рассеяния и находится решение u(x, t) нелинейного уравнения.

Решение задачи Коши для уравнения Кортевега — де Фриза методом обратной задачи рассеяния разбивается на три этапа:
1. Решить прямую задачу рассеяния: по заданному начальному условию {\displaystyle u(x,0)} найти данные рассеяния {\displaystyle J(0)}.
2. По {\displaystyle J(0)} найти {\displaystyle J(t)}, используя формулы для эволюции данных рассеяния.
3. Решить обратную задачу рассеяния: по данным рассеяния {\displaystyle J(t)} восстановить функцию {\displaystyle u(x,t)} — искомое решение задачи Коши.

Стоит отметить, что все этапы схемы связаны с изучением линейных задач.

### Солитоны
Прямая и обратная задачи рассеяния решаются точно для безотражательных потенциалов, для которых коэффициент отражения {\displaystyle R(k)} тождественно равен нулю. В этом случае решение обратной задачи имеет вид
{\displaystyle u(x)=-2{\frac {d^{2}}{dx^{2}}}\ln \det A(x),}
где {\displaystyle A(x)} — {\displaystyle N\times N} матрица с элементами
{\displaystyle A_{nm}=\delta _{nm}+{\frac {\rho _{n}}{p_{n}+p_{m}}}e^{-(p_{n}+p_{m})x}}
(здесь {\displaystyle \delta _{nm}} — символ Кронекера).
Свойство безотражательности сохраняется по времени. Временная динамика безотражательных потенциалов получается заменой
{\displaystyle \rho _{n}\,\to \,\rho _{n}e^{8p_{n}^{3}t}}
в определении матрицы {\displaystyle A}.
Простейший безотражательный потенциал с одним дискретным уровнем {\displaystyle p_{1}=\varkappa } называется солитоном и имеет вид
{\displaystyle u(x,t)=-{\frac {2\varkappa ^{2}}{\operatorname {ch} ^{2}\varkappa (x-4\varkappa ^{2}t-\varphi )}},}
где введено обозначение
{\displaystyle \varphi ={\frac {1}{2\varkappa }}\ln {\frac {\rho _{1}}{2\varkappa }}.}

## Интегрируемые уравнения
- Уравнение Кортевега — де Фриза
- Нелинейное уравнение Шрёдингера
- Уравнение синус-Гордона
- Цепочка Тоды
- Модифицированное уравнение Кортевега — де Фриза
- Уравнение Кадомцева — Петвиашвили
- Уравнение Ишимори